# Калій-аргонова радіометрія
Калій-аргонова радіометрія або K-Ar датування — геохронологічний метод, що використовується у багатьох географічних науках. Метод засновується на вимірюванні продуктів радіоактивного розпаду ізотопу калій-40, який є звичайною складовою таких мінералів як слюда, глинисті мінерали, тефра й евапорити.

## Принцип методу
Калій-40 розпадається бета-розпадом до кальцію-40 або захопленням електрону до аргону-40. Період напіврозпаду цього ізотопа калію складає 1,3 млрд років, тому його можна використовувати лише для датування відносно старих порід. Мінімальний вік, який можна встановити за його допомогою — 100 тисяч років. Вимірюють кількість калію та кількість газу аргону та за їхнім співвідношенням вираховують вік породи. Чим більше кількість аргону, тим старіше порода.
Для вимірювання кількості аргону використовують мас-спектометри. В Україні найчастіше використовуються мас-спектрометри серії МИ-1201, виробництва Сумського заводу електронних мікроскопів.
У геології за допомогою калій-аргонової радіометрії визначають вік магматичних порід. Також працюють з осадовими породами, яки містять мінерал глауконіт, що походить з мілководдя морів.

## Приклади досліджень
За допомогою калій-аргонового методу визначено вік порід близько 2 млрд років у провінції Онтаріо в Канаді, вік гранітів Українського кристалічного щита близько 1,9 млрд років.
Також виміряно вік мінералів каїніту та лангбейніту в міоценових відкладах Прикарпаття. Вік каїніту склав близько 13,63–14,65 млн років, вік каїніту — 7,22–9,90 млн років.

## Обмеження методу
Метод дає великі похибки при вимірюванні віку метаморфічних порід, оскільки аргон за високого тиску та температур легко випаровується. Також не рекомендують визначати вік калієвих польових шпатів.
Вимірювання кількості калію також може бути неточним, тому на зміну калій-аргоновому приходить аргон-аргоновий метод.